# 放射線障害
放射線障害（ほうしゃせんしょうがい、radiation effects、radiation hazards、radiation injuries）とは、生体が放射線被曝することを原因として発生する健康影響をいう。
放射線障害は被曝線量に応じて確率的影響（stochastic effects）と確定的影響（deterministic effects）の2つに大きく分類できる。

## 概要
1895年のレントゲンによる X 線の発見と共に放射線による身体への影響、放射線障害（radiation effects, radiation hazards, radiation injuries；放射線影響とも呼ばれる）が問題となった。放射線が人体に対してどのように影響をあたえるか、またどのように防げば良いかということはその歴史とともに確立及び変遷してきている。
放射線防護を考える際には、どのレベルで起こった放射線障害かを明確にしておく必要がある。
放射線障害は、影響の出現する個体、時期、影響の程度などに着目して以下のように分類できるとされる
。
被曝線量に着目した分類
確率的影響（stochastic effects）
ガン、遺伝的影響。
確定的影響（deterministic effects）
ガン、遺伝的影響以外のすべての影響。

臨床医学的な分類（影響の出現する個体に着目した分類）
身体的影響（somatic effects）
被曝した本人に現れる影響（潜伏期間を基準として、さらに2つに区分される）。
身体的影響の潜伏期間の長さによる分類
早期影響（early effects）
被曝後に数週間以内に現れる影響。
晩発影響（late effects）
被曝後、数か月以降に現れる影響。
遺伝的影響（hereditary effects）
被曝した人の子孫に現れる影響。

## 放射線がもたらす生物影響の仕組み
放射線の人体への影響は、放射線と人体を構成する物質との相互作用による物理的、化学的、生物学的過程を経て引き起こされる。
物理的過程
放射線と人体との相互作用により、人体を構成する物質の分子（または原子）が電離あるいは励起を起こしイオン化する。
化学的過程
発生したイオンは細胞中の水と反応し化学的に反応性の高いラジカルや過酸化水素、イオン対などに成長する。
生物作用
発生した高い電離作用をもつラジカルなどが、生体細胞内のデオキシリボ核酸（DNA）の化学結合を切断したり、細胞膜や細胞質内のリボソームなどを変化させる。
なお、生体細胞への影響としては、2の化学的な過程を経由せず物理的過程から直接、生物作用を起こす場合もありこれを直接作用（direct action）と呼ぶ。これに対し、化学的過程を経て生物作用を起こす場合は間接作用（indirect action）と呼ばれる。
一般に、細胞分裂の周期が短い細胞ほど、放射線の影響を受けやすい（骨髄にある造血細胞、小腸内壁の上皮細胞、眼の水晶体前面の上皮細胞などがこれに当たる）。逆に細胞分裂が起こりにくい骨、筋肉、神経細胞は放射線の影響を受けにくい。これをベルゴニー・トリボンドーの法則と呼ぶ。

### DNAへの影響（確率的影響の発生するメカニズム）
細胞内において放射線の直接作用、間接作用が発生した場合、主に問題となるのはDNA鎖の切断（二本鎖切断、単鎖切断）である。DNAはポリヌクレオチドの二重鎖からなっているため、単鎖切断であれば酵素のはたらきによりもう一方のDNA鎖を雛形として正確な修復が可能である。一方、二本鎖切断は修復不能であったり、修復誤りを起こす場合があり、細胞死や突然変異（発ガン、遺伝的影響）の原因となる。
修復が不可能な場合は、アポトーシス（プログラム細胞死とも呼ばれる）を起こせば問題ないが、DNA鎖が損傷したまま細胞が生き残った場合、やはり身体的影響の発ガンまたは遺伝的影響のリスクとなる。
なお、がん細胞はDNA修復機能が低下しているので上記のような修復が充分に行われない。この性質を利用しているのが放射線治療であり、放射線を当てると正常細胞はすぐに生存可能の範囲に修復されるのに対して腫瘍細胞は修復しきれずに細胞が死滅する。

### 被曝線量の積み上げ過程とその放射線障害との関係
被曝の影響は単純には蓄積されないことが明らかになっている。
放射線による生物効果は、同じ線量でも放射線の種類や線量率（単位時間当たりの線量）によって異なる。例えば、同じ積算線量 100mSv の被曝であっても、短時間に高線量率で被曝したときと、時間をかけて低線量率で被曝したときでは、放射線障害が発生した場合、低線量率で被曝した場合の方がその健康影響は軽度になると推定されている（ただし、動物実験でのみ確認されたものである）。これを線量率効果（dose rate effect）と呼ぶ。

## 被曝線量に着目した分類
ICRPによって提唱された、放射線防護の観点からの出現パターン（発症率と発症メカニズム）による分類である。
一口に被曝といっても、例えば身体の広範囲に大量の線量の放射線を短時間に受けたときと、全身に少量の線量の放射線を長期に受けたときとでは、放射線障害として現れる症状、発症のメカニズムなどは異なる。そこで設けられた分類が以下の確率的影響と確定的影響である。

### 確率的影響（stochastic effects）
主たる症状：ガン、遺伝的影響
閾線量：存在しないと仮定される（LNT仮説）
主に関係する他分類：臨床医学的分類:身体的影響（ガン）、遺伝的影響、発症時期的分類:晩発影響
放射線（主にガンマ線）による、少数の細胞の遺伝子の損傷などを原因とする影響である。
発生メカニズムについては、#DNAへの影響（確率的影響の発生するメカニズム） 参照
生体細胞であればガン（cancer）、生殖細胞であれば遺伝的影響（hereditary effects）として現れる。
確率的影響は、ひとつの体細胞あるいは生殖細胞が放射線の影響を受けた上で生存し、がん細胞あるいは受精卵となった上で増殖・出生するプロセスの成立・不成立を確率として捉えることから、その影響は確率的である。国際機関などでリスク評価の基礎情報になっている疫学データについては以下のようなものがある。
| 調査対象                                               | 死亡/発症 | ガン発生部位 | ガン総数 | 人・年（PY） |
| ------------------------------------------------------ | --------- | ------------ | -------- | ------------ |
| 原爆被爆生存者（日本）                                 | 死亡率    | 全部位       | 5,936    | 2,185,335    |
| 強直性脊椎炎患者（英国）                               | 死亡率    | 白血病       | 36       | 104,000      |
| X線透視撮影患者（カナダ）                              | 死亡率    | 乳ガン       | 482      | 867,541      |
| X線透視撮影患者（英国・マサチューセッツ）              | 死亡率    | 乳ガン       | 74       | 30,932       |
| 分娩後の乳腺炎患者（米国・ニューヨーク）               | 発症率    | 乳ガン       | 115      | 45,000       |
| 頭部白癬症患者（イスラエル）                           | 発症率    | 甲状腺ガン   | 55       | 712,000      |
| 胸部肥大患者（米国・ロチェスター）                     | 発症率    | 甲状腺ガン   | 28       | 138,000      |
| トロトラスト患者（西独、ポルトガル、日本、デンマーク） | 死亡率    | 肝ガン       | -        | -            |
| 224Ra 投与患者（ドイツ）                               | 死亡率    | 骨肉腫       | -        | -            |
| ラジウム時計文字盤塗装工（米国）                       | 死亡率    | 骨肉腫       | -        | -            |

※1ガン総数は放射線被曝による過剰発生数だけではなく、自然発生数も含む。
※2人・年（PY）は、調査対象者の追跡年数の合計年数の合計を表している。これは、ガンに潜伏期間があるため、調査対象者の人数だけでなく追跡期間も考慮したもので、疫学調査の規模を示すものだと言われる。
ほか、多数の動物実験などにより確率的影響の影響範囲については調べられている。

#### 確率的影響に分類される具体的障害
- ガン（cancer）
- 遺伝的影響（hereditary effects）

### 確定的影響（deterministic effects）
主たる症状：皮膚の紅斑、脱毛、奇形など（ガン、遺伝的影響以外のすべての影響）
閾線量：存在する
主に関連する他分類：臨床医学的分類:身体的影響
大量の線量を受けると、組織・臓器を構成している細胞の多数が細胞死などにより機能喪失をしてしまう。確定的影響は組織・臓器を構成している細胞の多数の機能停止による、その組織・臓器としての機能不全を原因とする影響である。物理的に細胞死することが原因であるので、その影響は確定的である。
その障害発生の仕組みから、確定的影響は影響の発生する最小線量である閾線量（threshold dose）が存在し、閾線量以上の被曝線量の増加とともに、重篤度（severity）が上がり、発症率も100%に達するまで増加する。
なお、確定的影響の閾線量は吸収線量（単位:グレイ[Gy]）で表示される。

## 臨床医学的な分類（影響の出現する個体に着目した分類）
人間の体を作っている細胞は体細胞（somatic cell）と生殖細胞（germ cell）に大別することができる。その細胞の分類を基に、細胞が放射線を受けたことが原因で発生した影響は、次のように2つに区分けすることができる。
身体的影響（somatic effects）
放射線により、体細胞に起こった変化・損傷が原因で発生した影響。
遺伝的影響（hereditary effects）
放射線により、生殖細胞に起こった変化・損傷が原因で発生した影響。

### 身体的影響（somatic effects）
身体的影響（しんたいてきえいきょう、英語: somatic effects）とは、放射線によって体細胞に起こった変化・損傷が原因で発生した影響をいう。身体的影響は被曝時の年齢に関係なく発生する可能性がある。

#### ガン（cancer）

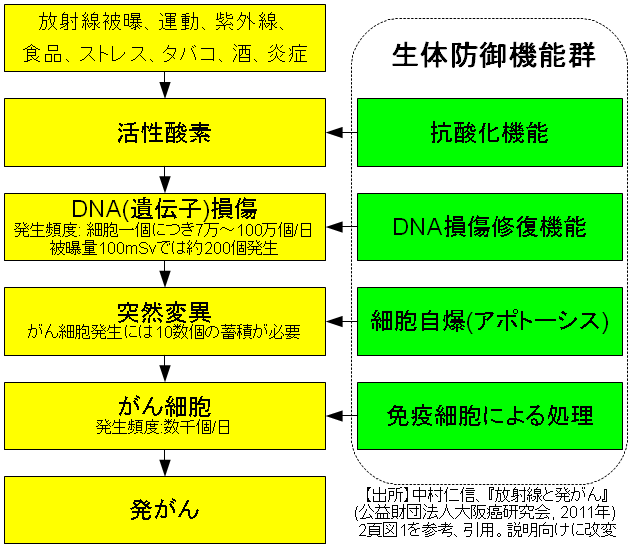
発がんのメカニズムと発がん抑制のための生体防御機構

分類：確率的影響かつ晩発影響
放射線被曝を原因として発生する可能性のある身体的影響がこのガン（放射線誘発ガン；radiation-induced cancer）である。
疫学調査の結果から、被曝線量に比例して放射線誘発ガンの発生率が増加することが明らかになっている 。しかしながら、そのデータの下限は100mSv であり、100mSv 以下におけるガン発生リスクはデータが無いため不明である。なお、短時間に100mSv の被曝を受けたときの生涯ガン死亡リスクは 0.55% 上乗せとなる。
短時間に100mSv以下の被曝を受けたとき、または長期継続的に低線量の被曝を受けたときのリスクをどのように評価するかということについては以下を参照。

#### ガン以外の身体的影響
分類：確定的影響
体の各臓器について、閾値を超える線量被曝をすることで様々な放射線障害が発生する。歴史的に主に問題となったのは、皮膚に対する影響、眼の水晶体（lens）への影響、造血臓器である赤色骨髄（red bone marrow）への影響などである。
胎児への影響

胎内被曝による身体的影響は、基本的には確定的影響による晩発性障害として分類される。

##### 急性放射線症候群（acute radiation syndrome）
全身あるいは身体の広い範囲に大量の放射線を短時間に受けた場合に発症する一連の症候群を急性放射線症候群（acute radiation syndrome）と呼ぶ。

### 遺伝的影響（hereditary effects）
分類：確率的影響
遺伝的影響（いでんてきえいきょう、英: hereditary effects）とは、放射線によって生殖細胞に起こった変化・損傷を原因とする突然変異（mutation）が関係して発症するもので、とくに被曝した人の子孫に現れる影響をいう。遺伝的影響は生殖能力をもっているかまたは今後持つ人々（子供）が被曝したときでないと発生しない。
ただし、日本への原子爆弾投下による被爆者の疫学的調査においては、被爆者の子孫において遺伝的影響は認められておらず、2011年現在では、動物実験での報告があるのみである。
そのため、放射線障害としての奇形の事例は、すべて妊娠中における胎児への放射線被曝によるものである。

## 放射線の胎児への影響
身体的影響と遺伝的影響の中間にあたるともいうべき放射線の胎児への影響、すなわち生殖細胞が受精した後に受精卵から胎児へと成長する段階において被曝したときの影響については、身体的影響及び遺伝的影響とも異なる次の特徴が存在する。
影響の時期特異性
放射線被曝を受けた時期によって発生する障害が異なる
高い放射線感受性
一つの受精卵が10兆個の細胞に成長・分化する胎児は放射線の感受性が最も高く、被曝線量に対して発生する影響も成人よりも大きくなる。
影響の非可逆性
人体に備わった自然の治癒能力では回復しない非可逆的な障碍が発生するときがある。

### 胎児の週齢による差異（影響の時期特異性）
細胞死に関する放射線感受性は細胞分裂を繰り返す頻度が高い細胞ほど高い（ベルゴニー・トリボンドーの法則）ため、胎児は最も放射線感受性の高い個体である。胎児の発生・分化は次の3つの時期に区分されるが、放射線被曝の影響はその時期に応じて異なる。
1. 着床前期（pre-implantation period）：受精後約9日間
2. 器官形成期（organogenetic period）：受精後2-8週間
3. 胎児期（fetal period）：受精後8週以降

障害を来す線量は、着床前期に閾線量0.05〜0.1Gyで胎児死亡（embryonic death/fetal death）、器官形成期に閾線量0.1Gyで奇形（malformation）、胎児期に閾線量0.12〜0.2Gyで精神発達遅滞（mental retardation）である（ただし、精神発達遅滞は週期によって発生率が異なる）。
妊娠2か月以降の胎児は既に臓器が形成された後であるから、奇形発生はないとされている。ただし、胎児期以降の被曝について、小児白血病などの確率的影響が有意に高い（成人に比べて2-3倍と言われる）ことが知られている。

## 確定的影響の診療・治療
症状の緩和、腫瘍や骨髄不全等に対する治療、および体内に取り込まれた放射性物質の排泄を促す治療を行う。被曝後すぐには症状が現れないことに注意が必要である。
放射線障害軽減剤の投与による治療が研究されているが、まだ研究途上の分野であり治療法が確立していない。

## 放射線障害の歴史
放射線障害の歴史は以下に示す四つの時期に区分される。
1. 急性放射線障害の発生した時期
2. 晩発性放射線障害の発生した時期
3. リスクが問題とされるようになった時期
4. デトリメント（detriment；損害）が問題とされるようになった時期

放射線防護の概念についても上記時期に応じて変遷してきている。

### (1)急性放射線障害の発生した時期
人工的に放射線が利用されるようになったのは、1895年のウィルヘルム・レントゲンによるX線を発見に始まる。放射線利用の歴史は放射線障害の歴史でもあったが、その初期においては、放射線によって人体に悪影響が生じる（放射線障害が発生する）という認識が存在しなかった。
1896年にはX線による急性の皮膚障害、目の痛み、皮膚炎を伴わない脱毛、火傷などの発生が報告された。その後、白血球の減少、貧血など造血臓器の障害など今でいう確定的影響が認識されるようになった。
この時期以降の放射線防護
この時期においては、そもそも放射線によって人体に障害が発生するという放射線障害の認識自体が希薄であり基準も存在しなかった。この時期以降の放射線防護とはおおむね X 線などの放射線を一気に閾線量以上に浴びない（早期の確定的影響を避ける）ということであったと言える。

### (2)晩発性放射線障害が発生した時期
急性放射線障害とまではいかなくとも、放射線診療の従事者は継続的に X 線被曝をしていたため慢性の放射線皮膚障害、あるいは再生不良貧血や白血病などの造血臓器の晩発性の障害が発生することが徐々に明らかとなった。
さらに、1927年にはハーマン・J・マラー がショウジョウバエへのX線照射による遺伝的影響を明らかにし、これ以降放射線による遺伝的影響も問題にされるようになった。
この時期以降の放射線防護
この時期以降に認知されたのが晩発影響及び遺伝的影響である。つまり、一気に閾線量を超えない線量被曝に抑えれば早期の確定的影響は防げても、その後に晩発的影響及び遺伝的影響が発生してしまうということが明らかとなった。すなわち、この時期以降の放射線防護とは、とりあえずその時点で判明している知見を基に、閾線量というものがないという前提で、放射線誘発ガンや遺伝的影響が現れないと思われる量以下の放射線被曝に抑えるというものであったと言える。

### (3)リスクが問題とされるようになった時期
放射線被曝によって確定的影響のみならず閾線量以下でも確率的影響（放射線誘発ガンや遺伝的影響など）が発生しうるということが認識された。しかしながら、その閾線量以下の放射線被曝と障害の発生する確率（リスク）との間にはどのような相関関係があるのか、リスクは具体的にどの程度なのか、などについてはまとまった疫学的データが存在しなかったため不明であった。
1945年の広島・長崎への原爆投下において日本の医療機関の他にアメリカは広島と長崎にABCC（後の放射線影響研究所）を設置し、原爆被爆生存者（atomic bomb survivors）の健康調査、寿命調査などの疫学的調査を行った。この調査によって多くの知見が得られ放射線障害の研究が進むこととなった。
この時期以降の放射線防護
疫学調査のデータの集積によりそれまで判明していた赤色骨髄以外の臓器における放射線誘発ガンの発生確率が明らかになった。ICRPの1977年勧告はこれを反映して、それまで主要な臓器に対してのみ定義されていた防護のための基準量に加えて、実効線量当量（現：実効線量）という被曝したすべての臓器の影響を考慮した量（個人の被曝によるリスク量）を定義することができるようになった。

### (4)デトリメントが問題とされるようになった時期
ICRPは1990年勧告において、有害な健康影響を定量化するための概念としてデトリメントを導入した。それまでのリスク評価でも用いられた致死ガンと重篤な遺伝的影響の発生確率が主要な因子であるが、デトリメントにはその他の因子も考慮されている。デトリメントの定量化の方法は単一ではないが、ICRPは致死ガンと重篤な遺伝的影響の発生確率に加えて、非致死ガンの発生確率と余命損失の相対的な大きさを考慮している。デトリメントに基づき組織加重係数が導出され、実効線量の評価に用いられている。